# Fontjoncouse
Fontjoncouse (okzitanisch Fontjoncosa) ist eine Gemeinde mit 139 Einwohnern (Stand 1. Januar 2022) im Süden Frankreichs. Sie liegt im Département Aude in der Region Okzitanien.

## Lage
Fontjoncouse liegt in einem Talkessel in den östlichen Ausläufern des Berglands der Corbières in einer Höhe von etwa 230 Metern ü. d. M. Das Gemeindegebiet ist Teil des Regionalen Naturparks Corbières-Fenouillèdes. Die nächstgelegenen größeren Städte sind Narbonne (ca. 33 Kilometer Fahrtstrecke nordöstlich) und Perpignan (ca. 65 Kilometer südlich).

## Bevölkerungsentwicklung
| Jahr      | 1968 | 1975 | 1982 | 1990 | 1999 | 2007 | 2016 |
| Einwohner | 141  | 110  | 91   | 102  | 119  | 134  | 131  |

## Wirtschaft
Ein Großteil der landwirtschaftlichen Flächen dient dem Weinbau. Die Weinfelder liegen innerhalb der geschützten Herkunftsbezeichnungen Corbières, Rivesaltes, Muscat de Rivesaltes und Fitou. Die Winzer des Ortes bieten diverse Möglichkeiten zu einer Weinprobe (dégustation) an. Auch der Tourismus (Vermietung von Ferienhäusern) spielt eine nicht unwichtige Rolle im Wirtschaftsleben der Gemeinde.

## Geschichte
Der Überlieferung zufolge sollen bereits im Jahr 793 spanische Siedler und ein Priester namens Ombolat hier die erste – der heiligen Leocadia geweihte – Kirche gegründet haben; für das Jahr 795 ist ein Landgut (villa rustica) mit Namen Fontejoncosa urkundlich belegt. Im beginnenden 12. Jahrhundert ist von einer Burg oder einem befestigten Ort (castrum) die Rede; in dieser Zeit – und offiziell bis zur Französischen Revolution – war der Ort im Besitz der Erzbischöfe von Narbonne bzw. von deren Familienangehörigen. Vom Albigenserkreuzzug (1209–1229) scheint der Ort unbehelligt geblieben zu sein.

## Sehenswürdigkeiten

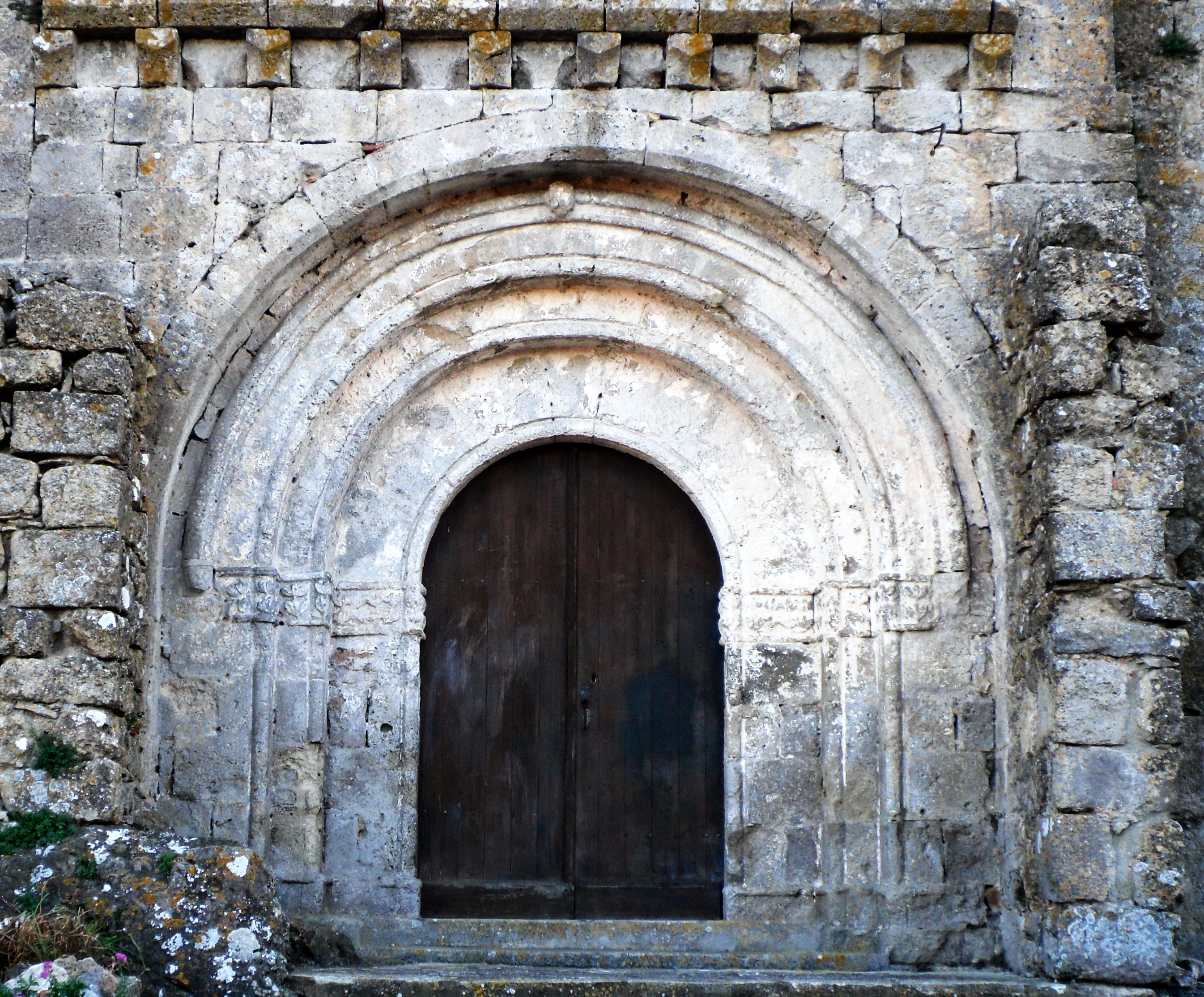
Nordportal der Kirche

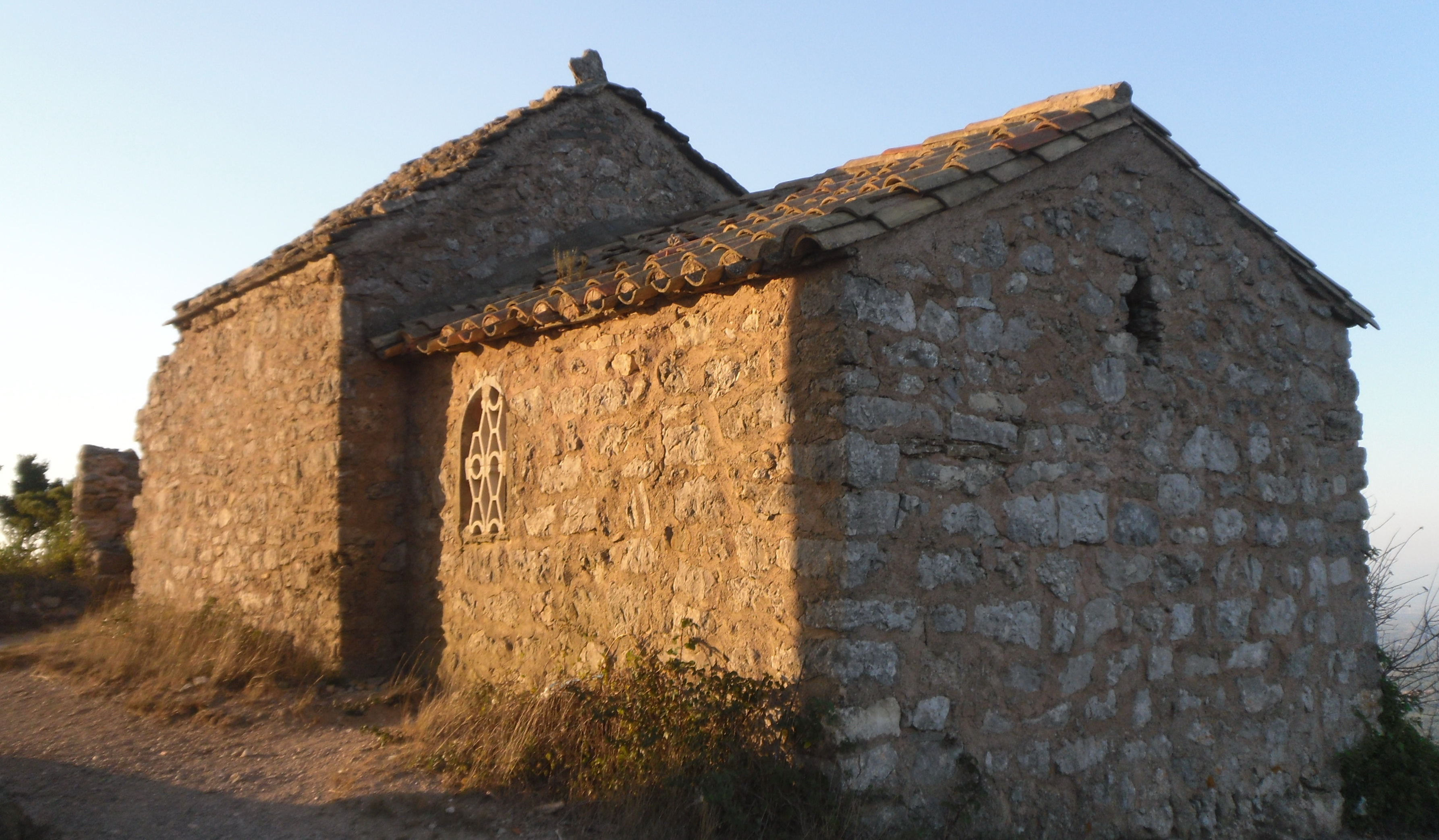
Eremitage Saint-Victor

- Der heutige Kirchenbau entstammt dem 12. bis 14. Jahrhundert. Interessant sind das tympanonlose romanische Nordportal mit seinen Archivoltenbögen und der massive Westturm, dem – möglicherweise im 15. Jahrhundert – der heutige querstehende Glockengiebel aufgesetzt wurde. Seit dem Jahr 1948 ist die Kirche zusammen mit den spärlichen Resten der Ortsbefestigung (remparts) als Monument historique[1] anerkannt. Der einschiffige Innenraum beherbergt drei spätgotische Holzskulpturen aus dem 14. Jahrhundert: ein beinahe lebensgroßes Kruzifix, wobei das Kreuz aus jüngerer Zeit zu stammen scheint; eine dreifigurige Gruppe mit Maria, der Hl. Leocadia und einem Märtyrer sowie eine Muttergottesstatue mit dem Jesusknaben. Alle drei Figuren sind seit 1992 in einer gesonderten Inventarliste als Monuments historiques erfasst.[2]
- In unmittelbarer Nähe zur Kirche entspringt eine Quelle (source aux joncs), der der Ort seine Gründung und seinen Namen verdankt.
- Auf einer kahlen und windigen Bergkuppe etwa 5 Kilometer (Fahrtstrecke) östlich liegt die einfache und nahezu fensterlose präromanische Einsiedlerkapelle Saint-Victor, deren Apsis einen geraden Schluss aufweist. Von hier bietet sich eine schöne Fernsicht über die Corbières – manchmal sogar bis zum Mittelmeer. Das kleine Bauwerk ist seit 1930 als Monument historique erfasst.
- Der Dolmen de Pallats liegt etwa 2,5 Kilometer außerhalb des Ortes, ist jedoch – wegen des wasserempfindlichen Kalksteins – nur schlecht erhalten.